# Bingsjö-Dådrans församling
Bingsjö-Dådrans församling var en församling i Västerås stift och i Rättviks kommun i Dalarnas län. Församlingen uppgick 1992 i Rättviks församling. 

## Administrativ historik
Församlingen bildades 1 maj 1918 genom en utbrytning ur Rättviks församling som kapellförsamling, annexförsamling från 1942. Före dess hade det funnits två kapellag inom Rättviks församling som då slogs samman: Bingsjö kapellag sedan 1781 och Dådrans kapellag sedan 1839. Församlingen ingick till 1992 i pastoratet Rättvik, Boda och Bingsjö-Dådran. Församlingen återuppgick 1992 i Rättviks församling.

## Befolkningsutveckling
| Befolkningsutvecklingen i Bingsjö-Dådrans församling 1880–1990                                     | Befolkningsutvecklingen i Bingsjö-Dådrans församling 1880–1990 | Befolkningsutvecklingen i Bingsjö-Dådrans församling 1880–1990 | Befolkningsutvecklingen i Bingsjö-Dådrans församling 1880–1990 | Befolkningsutvecklingen i Bingsjö-Dådrans församling 1880–1990 |
| -------------------------------------------------------------------------------------------------- | -------------------------------------------------------------- | -------------------------------------------------------------- | -------------------------------------------------------------- | -------------------------------------------------------------- |
| |                                                                |                                                                |                                                                |                                                                |
| År                                                                                                 |                                                                |                                                                | Folkmängd                                                      |                                                                |
| 1880                                                                                               | 1880                                                           |                                                                | 731                                                            |                                                                |
| 1890                                                                                               | 1890                                                           |                                                                | 789                                                            |                                                                |
| 1900                                                                                               | 1900                                                           |                                                                | 804                                                            |                                                                |
| 1910                                                                                               | 1910                                                           |                                                                | 755                                                            |                                                                |
| 1920                                                                                               | 1920                                                           |                                                                | 773                                                            |                                                                |
| 1930                                                                                               | 1930                                                           |                                                                | 741                                                            |                                                                |
| 1940                                                                                               | 1940                                                           |                                                                | 741                                                            |                                                                |
| 1950                                                                                               | 1950                                                           |                                                                | 645                                                            |                                                                |
| 1960                                                                                               | 1960                                                           |                                                                | 494                                                            |                                                                |
| 1970                                                                                               | 1970                                                           |                                                                | 383                                                            |                                                                |
| 1980                                                                                               | 1980                                                           |                                                                | 252                                                            |                                                                |
| 1990                                                                                               | 1990                                                           |                                                                | 222                                                            |                                                                |
| Anm: Fram till 1910 avses Bingsjö kapell. Källor: Demografiska databasen, CEDAR, Umeå universitet. |                                                                |                                                                |                                                                |                                                                |

## Kyrkobyggnader
- Bingsjö kyrka
- Dådrans kapell